# Monte Litto
Il Monte Litto (700 m s.l.m.) è una montagna situata nella regione Campania tra i comuni di Mugnano del Cardinale e Quadrelle all'interno della provincia di Avellino.
Essa forma assieme ad altre vette contigue il complesso dei Monti di Avella che fanno parte della catena preappenninica ed immettono nel territorio della verde Irpinia.

## Caratteristiche
Il Monte Litto presenta un paesaggio con una flora particolare: vi si trova una folta faggeta che, considerando i suoi 700 metri di quota, rappresenta una forte atipicità poiché tale vegetazione è solita trovarsi dopo i 1000 metri. Quindi, a un'altitudine come quella del Litto, questa faggeta rappresenta un relitto di epoca glaciale.

### La salita del Litto
La strada asfaltata che attraversa il Litto è abbastanza conosciuta dagli abitanti locali sia per il paesaggio circostante sia per le sue pendenze molto impegnative che la rendono una meta molto apprezzata dai cicloamatori più esperti e preparati. La Salita del Litto presenta pendenze fino al 15 - 20 %.